# Білицька сільська рада (Ямпільський район)
Бі́лицька сільська́ ра́да — колишній орган місцевого самоврядування в Ямпільському районі Сумської області. Адміністративний центр — село Білиця.

## Загальні відомості
- Населення ради: 320 осіб (станом на 2001 рік)

## Населені пункти
Сільській раді були підпорядковані населені пункти:
- с. Білиця
- с. Базелівщина
- с. Олександрівське
- с. Чижикове

## Склад ради
Рада складалася з 12 депутатів та голови.
- Голова ради: Бояринова Катерина Єгорівна
- Секретар ради: Давидова Лариса Віталіївна

### Керівний склад попередніх скликань
| Прізвище, ім'я, по батькові | Основні відомості                                                               | Дата обрання | Дата звільнення |
| --------------------------- | ------------------------------------------------------------------------------- | ------------ | --------------- |
| Бояринова Катерина Єгорівна | Сільський голова, 1958 року народження, освіта середня спеціальна, позапартійна | 26.03.2006   | 31.10.2010      |
| Бояринова Катерина Єгорівна | Сільський голова, 1958 року народження, освіта середня спеціальна, позапартійна | 31.10.2010   |                 |

Примітка: таблиця складена за даними сайту Верховної Ради України